# Кузька металічна
Кузька металічна (Anomala dubia) — жук родини пластинчастовусих, з підродини хлібних хрущиків. Один з майже 1000 видів роду, поширений у північній Палеарктиці.

## Опис
Тіло жука яйцеподібне, опукле, у довжину 1,2-1,5 см. Забарвлений у синій, темно-зелений чи брунатний колір, не вкритий волосками. Антени 9-членикові, жовто-руді, булава темна. Фасеткові очі великі, слабко опуклі. Передньоспинка звужується до переднього краю, її поверхня з багатьма крапками. Щиток великий, трикутний, забарвлений так само, як і передньоспинка. Надкрила найширші позаду середини.

## Спосіб життя
Жуки літають з червня по серпень.
Личинки розвиваються в ґрунті на глибині 30-80 см, переважно на піщаних ґрунтах, живляться коренями рослин. Личинки проходять три стадії, а  потім заляльковуються. У північно-західній частині ареалу (Нідерланди) розвиток триває 2 роки, тоді як на сході може відбутися за 1 рік.
Самиці виділяють як феромон для самців ненасичений спирт 2(Е)-нонен-1-ол.

## Ареал і підвиди
Кузька металічна поширена в помірній зоні Європи від Іспанії і Британії до Уралу і Кавказу, а також у Південному Сибіру. Звичайний вид у Великій Британії, Франції, Україні, Угорщині.
Виділяють 2 підвиди:
- A. dubia dubia (Scopoli, 1763) поширений у Європі
- A. dubia abchasica Motschulsky, 1854 поширений на Кавказі, раніше вважався окремим видом[1].

## Економічне значення
У роки масового розмноження жуки можуть обгризати листки винограду та інших садових культур.